# .la
.la е интернет домейн от първо ниво за Лаос. Представен е през 1996. Поддържа се от LA Names Corporation, компания базирана в Гърнси, Великобритания.